# Zachodniokurpiowskie Bory Sasankowe
Zachodniokurpiowskie Bory Sasankowe este o arie protejată (sit de importanță comunitară — SCI) din Polonia întinsă pe o suprafață de 2.214,06 ha, integral pe uscat.

## Localizare
Centrul sitului Zachodniokurpiowskie Bory Sasankowe este situat la coordonatele 53°09′50″N 21°09′14″E / 53.164°N 21.154°E.

## Înființare
Situl Zachodniokurpiowskie Bory Sasankowe a fost declarat sit de importanță comunitară în octombrie 2009 pentru a proteja 1 specie de plante.

## Biodiversitate
Situată în ecoregiunea continentală, aria protejată conține 3 habitate naturale: Vegetație psamofilă uscată cu pășuni deschise de Corynephorus și Agrostis, Păduri aluvionare cu Alnus glutinosa și Fraxinus excelsior (Alno-Padion, Alnion incanae, Salicion albae), Păduri central-europene de pin scoțian cu licheni.
La baza desemnării sitului se află o specie protejată de  plante: dedițelul (Pulsatilla patens).